# Niebieskie złoto
Niebieskie złoto – stop złota z żelazem i niklem. Stworzone zostało z końcem lat 80. XX wieku (patent) przez genewskiego jubilera Ludwika Mullera.
Stosowane w jubilerstwie ze względu na swój niespotykany niebieski kolor, jest najrzadszym stosowanym stopem złota. W stopie tym złoto stanowi 74,5-94,5%, żelazo 5-25% i w minimalnej ilości, 0,5-0,6% nikiel. Kolor niebieski, a później poszczególne barwy stopu, uzyskuje w procesie utlenienia domieszkowanego złota przez podgrzewanie stopu w temperaturze 450-600 °C przez okres 10-12 minut. Podobny proces zmiany koloru na niebieski można zaobserwować podczas podgrzewania zwykłych przedmiotów ze stali, np. stalowych śrub (w tym wypadku jest on jednak tylko chwilowy).
Przeważnie do uzyskania najbardziej pożądanego koloru stosuje się niebieskie złoto 21-karatowe.